# ألس ستون
ألس ستون (بالإنجليزية: Ale's Stones)‏
الإحداثيات : 55 ° 22'51 "N 14 ° 03'28 " E

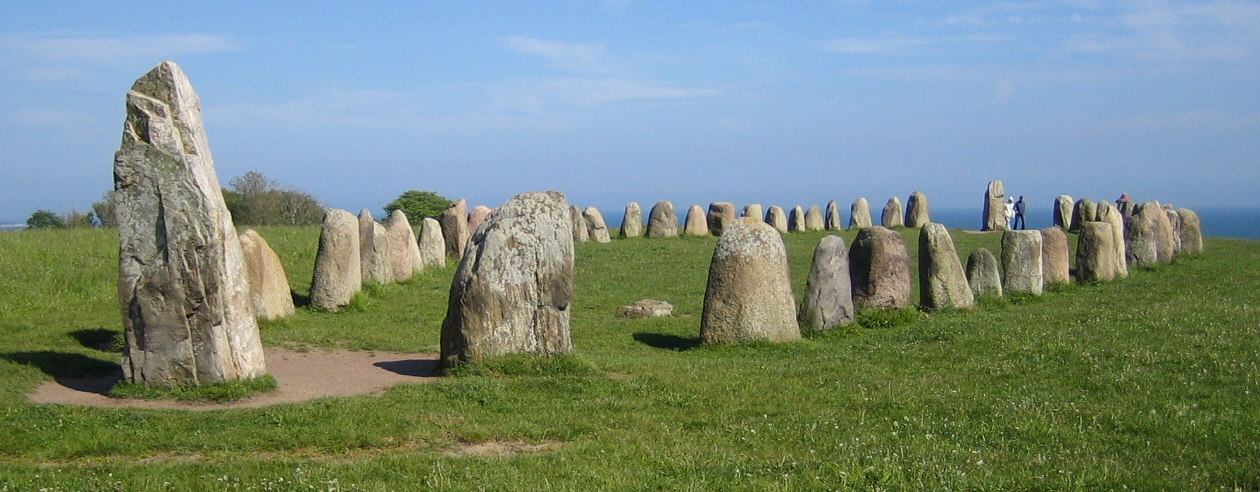
الأحجار الرابطة في Kåseberga، نحو عشرة كيلومترات إلى الجنوب الشرقي من يستاد.

أحجار ألس (Ales stenar بالسويدية) هي عبارة عن النصب الصخرية في سكين Skåne في جنوب السويد. إنها أحجار لسفينة طولها 67 م شكلت من 59 من الصخور الكبيرة، يصل وزنها إلى 1.8 طن لكل منها. وأكبر حجرين فيها هي التي تميز الجذعية ومؤخرة السفينة، وتسمى ايضاً حجارة الدفة، وهي قطعة منالكوارتزيت، يعتقد أنه قد تم استخراجها من موقع يبعد حوالي 30 كم بالقرب من Brantevik.
مترجم Ale's Stones